# Bibliomania

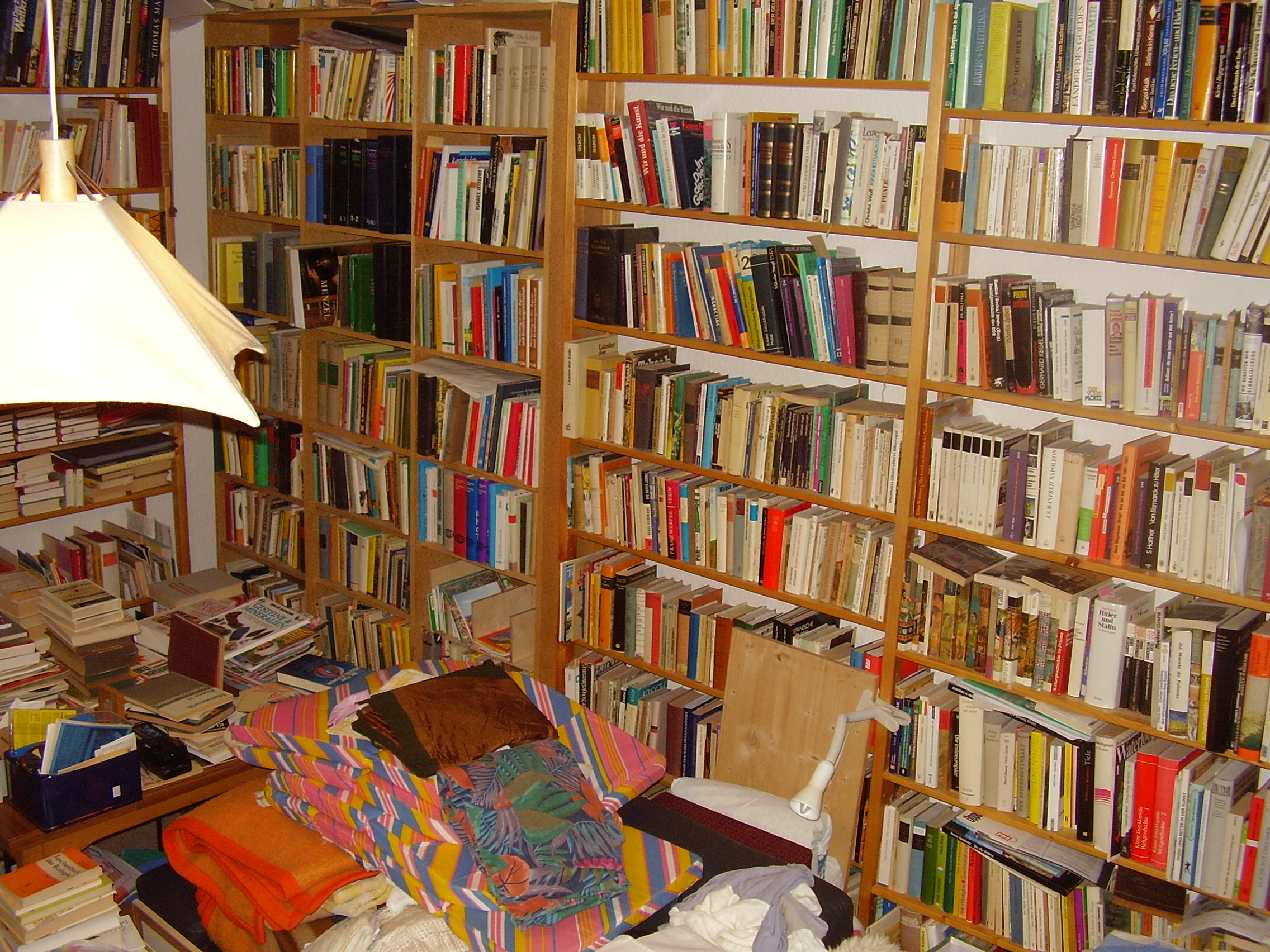
Casa di una persona affetta da bibliomania.

La bibliomania è un disturbo ossessivo-compulsivo che concerne il collezionismo o l'accumulo compulsivo di libri al punto che le relazioni sociali o la salute sono compromesse.

## Descrizione
La bibliomania, uno dei tanti comportamenti inusuali associati ai libri, è caratterizzata dall'atto di collezionare libri di nessuna utilità per l'accumulatore né, tantomeno, alcun valore per il normale collezionista. L'acquisto di molteplici copie della stessa edizione dello stesso libro e l'accumulo di libri oltre la possibile capacità d'uso o fruizione sono sintomi frequenti della bibliomania. 
Il termine fu coniato dal Dr. John Ferriar, che praticò come dottore alla Manchester Royal Infirmary. Un fenomeno simile è espresso dal termine giapponese Tsundoku, che riguarda l'acquisto di libri e lasciarli negli scaffali di casa senza leggerli.
La bibliomania non va confusa con la bibliofilia, che è il legittimo amore per i libri e non è considerato clinicamente un disordine psicologico.
Altri comportamenti anormali che riguardano i libri includono il mangiarli (bibliofagia), il furto di libri compulsivo (bibliocleptomania), il seppellirli (bibliotafia), il bruciarli etc.

## Esempi

### Persone affette da bibliomania
- Stephen Blumberg, che fu condannato per aver rubato libri per il valore di venti milioni di dollari
- Marino Massimo de Caro (1973), e’ stato condannato per aver sottratto migliaia di volumi in molte biblioteche italiane. Afferma di averlo fatto per restaurare il Convento dei Girolamini di Napoli e perché affetto da Bibliomania.
- Thomas Phillipps[5] (1792-1872) soffriva di una grave forma di bibliomania. La sua collezione, che alla sua morte conteneva oltre 160.000 volumi e manoscritti, è ancora all'asta dopo oltre cento anni dalla sua morte.
- Rev. W.F. Whitcher[6] un pastore metodista del diciottesimo secolo che dopo aver rubato libri rari, asserì che fossero ritrovamenti fortuiti presso il libraio locale.

### Personaggi fittizi affetti da bibliomania
- Il personaggio di Mel Gibson nel film Ipotesi di complotto soffre di bibliomania innescata, una forma di controllo mentale che lo porta a comprare una copia de Il giovane Holden di J.D. Salinger ogni volta che esce dal suo appartamento.